# Koro-pok-guru
Koro-pok-guru, també escrit koropokkuru, korobokkuru, o koropokkur, són una raça de gent xicoteta en el folklore Ainu. El nom és tradicionalment analitzat com un a compost del tripartit kor o koro ("planta petasita"), pok ("baix, per sota de"), i kur o kuru ("person") i s'interpreta que pot significar "gent sota les fulles d'una planta petasita" en l'idioma Ainu.